# Немир (река)
Немир — река, правый приток реки Ниня, протекает по территории Аскизского и Усть-Абаканского районов Хакасии. Образуется при слиянии трёх речек, берущих начало из ключей у подножья восточного склона хребта Сахсар. Притоки — Хаблихчан и Сахтыб. Протекает у горы Сорыб.
Длина — 21 км, падение — 360 м, уклон — 23 м/км. В верхнем течении — горная речка с быстрым течением, в среднем и нижнем — равнинная. Высота истока — 570 м над уровнем моря.
На реке работает золотодобывающее предприятие.

## Данные водного реестра
По данным государственного водного реестра России относится к Енисейскому бассейновому округу, водохозяйственный участок реки — Енисей от Саяно-Шушенского г/у до впадения реки Абакан, речной подбассейн реки — Енисей между слиянием Большого и Малого Енисея и впадением Ангары. Речной бассейн реки — Енисей.